# Broadway Bridge (New York)
Die Broadway Bridge ist eine kombinierte Straßen- und Eisenbahnbrücke, die im Stadtbezirk Manhattan in New York City über den Harlem River führt. Über die Brücke verläuft der Broadway als U.S. Route 9 (US 9) und die Linie 1 der IRT Broadway – Seventh Avenue Line der New York City Subway von Manhattan in die Bronx.

## Beschreibung

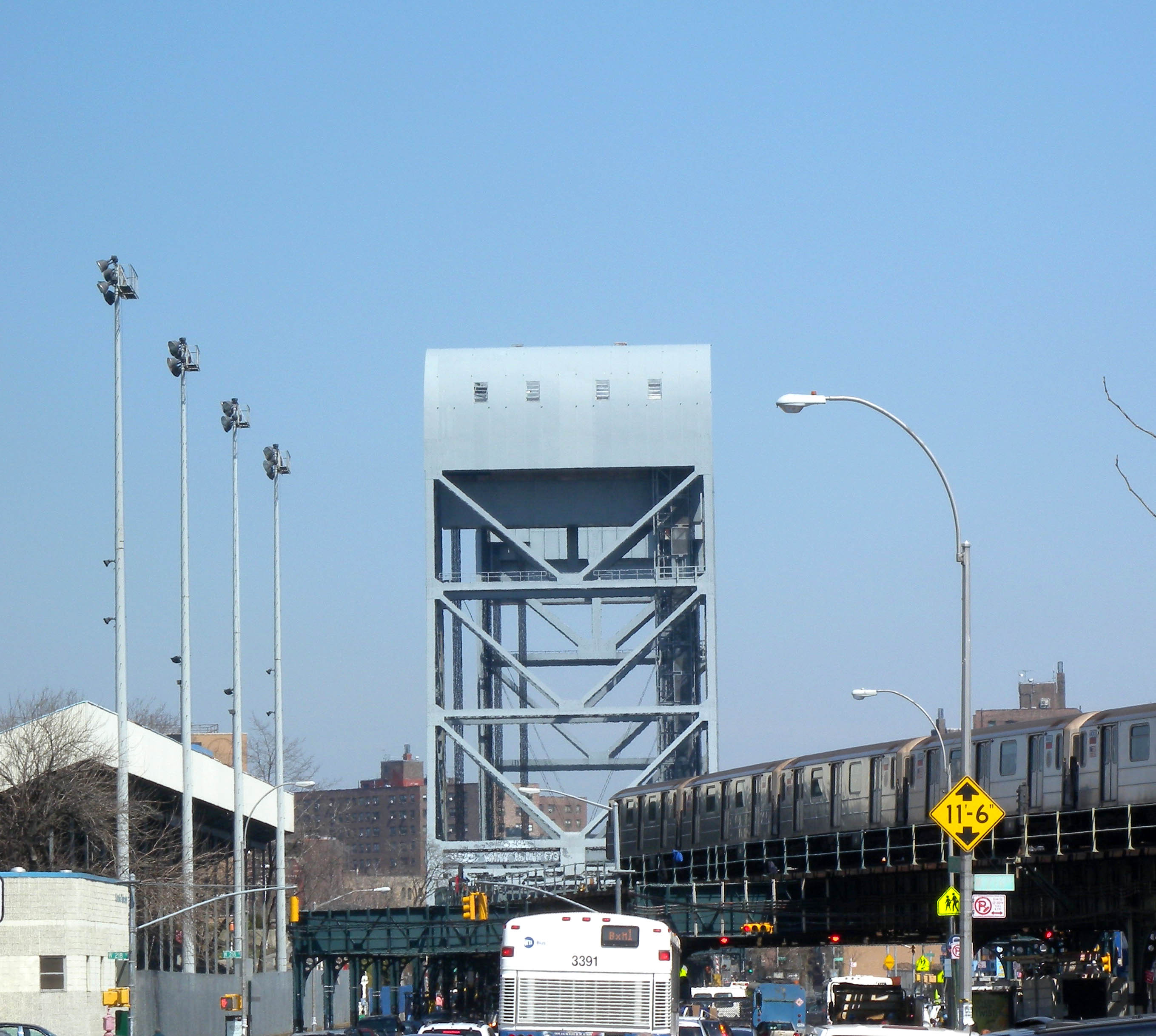
Südliche Brückeneinfahrt

Die in Stahl-Fachwerk gebaute Hubbrücke wurde am 1. Juli 1962 für den Verkehr freigegeben und verbindet die Stadtteile Inwood auf der Insel Manhattan und Marble Hill auf dem Festland. Die Baukosten betrugen etwa 13,4 Millionen Dollar. Auf der unteren Ebene gibt es je Richtung drei Fahrstreifen mit einer Breite von insgesamt 10,36 m für den Straßenverkehr und zwei Bürgersteige von je 2,4 m Breite. Auf der oberen Ebene verlaufen drei Gleise für die U-Bahn. Die Haltestelle Marble Hill - 225th Street liegt unmittelbar am Brückenende. Die Durchfahrtshöhe unter der Brücke beträgt bei normalem Wasserstand 7,3 m. Der Hauptteil der Brücke kann an den beiden seitlichen Türmen aus Stahl-Fachwerk senkrecht nach oben gezogen werden bis zu einer maximalen Durchfahrtshöhe von 41 m. Die Spannweite dieses Hauptteiles beträgt 92,6 m.
Das New York City Department of Transportation, das für die Wartung und Pflege der Brücke zuständig ist, hat im Jahr 2016 ein Verkehrsaufkommen in beide Richtungen von durchschnittlich 36.027 Fahrzeugen pro Tag gezählt. Den Spitzenwert von 42.555 Fahrzeugen pro Tag registrierte man im Jahr 1990. Zwischen 2000 und 2014 wurde die Brücke 434 Mal für Schiffe geöffnet.
Vor dem Bau der Broadway Bridge existierten an gleicher Stelle zwei aufeinanderfolgende Drehbrücken. Die erste Brücke war die von 1893 bis 1895 erbaute Harlem Ship Canal Bridge. Wegen der Inbetriebnahme der ersten U-Bahnlinie in New York, die hier entlang von Manhattan in die Bronx führt, musste die erste Brücke durch eine neue doppelstöckige Brücke, die auch die U-Bahn-Strecke aufnimmt, ersetzt werden. Die zweite Brücke 225th Street Bridge wurde zwischen 1905 und 1906 errichtet, gleichzeitig verlegte man die erste Brücke auf dem Harlem River etwas nach Süden und bildet heute die University Heights Bridge, die Inwood mit University Heights in der Bronx verbindet. Die 225th Street Bridge wurde schließlich 1962 durch die Broadway Bridge ersetzt.
Die Brücke ist die einzige über den Harlem River, die zwei Teile des Stadtbezirks Manhattan miteinander verbindet. Der Stadtteil Marble Hill lag früher auf der Insel Manhattan, aber durch eine Verlegung des Flussbetts wurde er zunächst eine eigene Insel, später dann ein Teil des Festlands. Das Gebiet verblieb aber im Stadtbezirk Manhattan, sodass es dessen einziger Teil auf dem Festland ist.